# Mezohyl
Mezohyl, symplazma – substancja bezpostaciowa występująca u gąbek między komórkami okrywającymi (pinakocytami) a warstwą choanodermy. Zawiera ona komórki, co odróżnia ją od mezoglei występującej u jamochłonów; przez to mezohyl jest często błędnie określany właśnie tym terminem. Funkcjonalnie jest odpowiednikiem mezoglei i mezenchymy.
W stadiach młodocianych gąbek mezohyl jest koloidalnym płynnym żelem, a w późniejszych stadiach tworzy galaretowatą macierz. 